# Municipio di Leopoli
Il Municipio di Leopoli è un edificio storico, sede municipale della città di Leopoli in Ucraina.

## Storia
L'edificio, di cui una prima costruzione risale almeno al 1357, venne fortemente modificato nel XIX secolo con la costruzione di una nuova torre, poi andata danneggiata duranti i moti del 1848, e con i conseguenti rimaneggiamenti effettuati negli anni immediatamente successivi.

## Descrizione
Il palazzo, di stile neoclassico, è caratterizzato da una pianta quadrata con facciate simmetriche.

## Galleria d'immagini

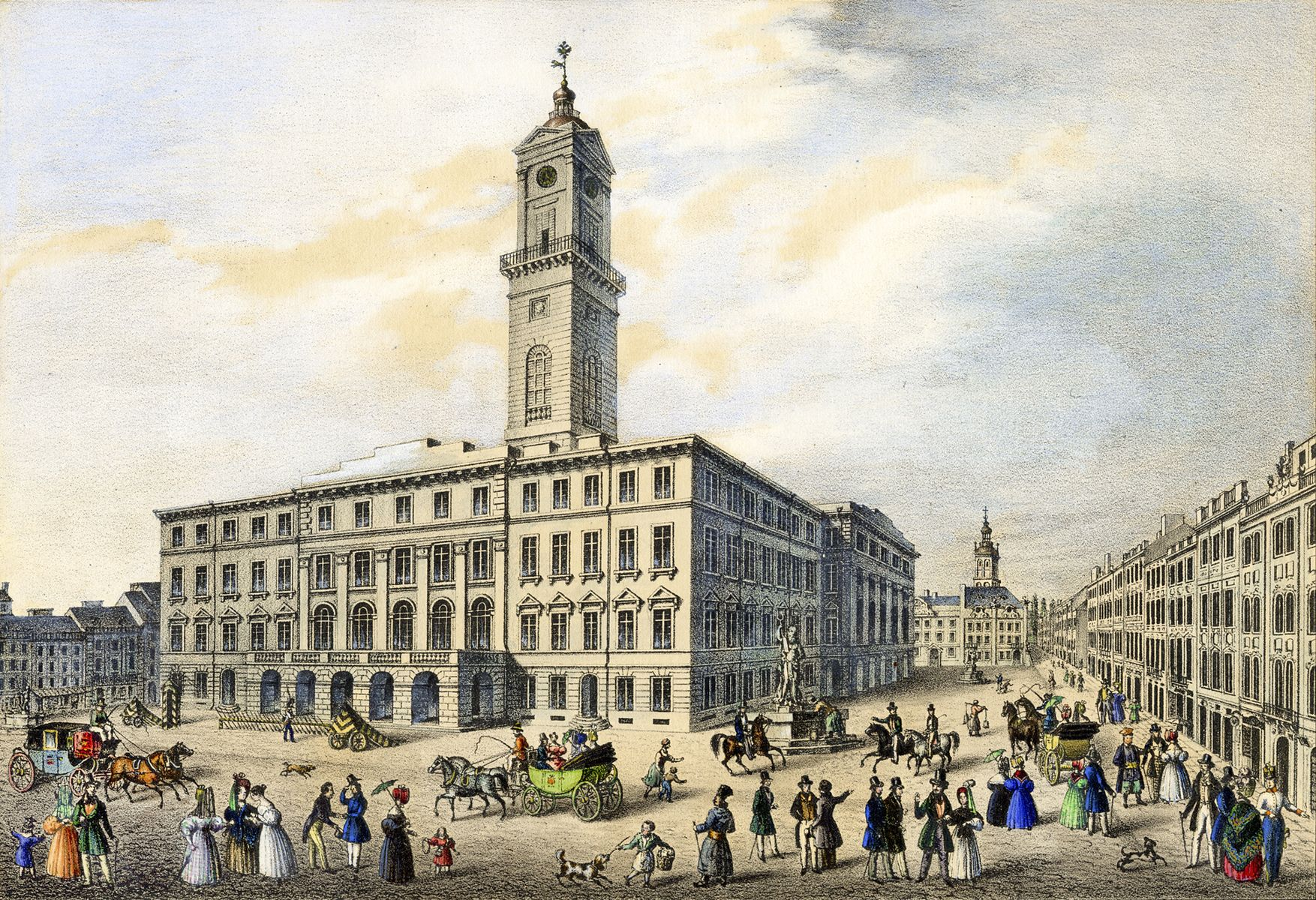
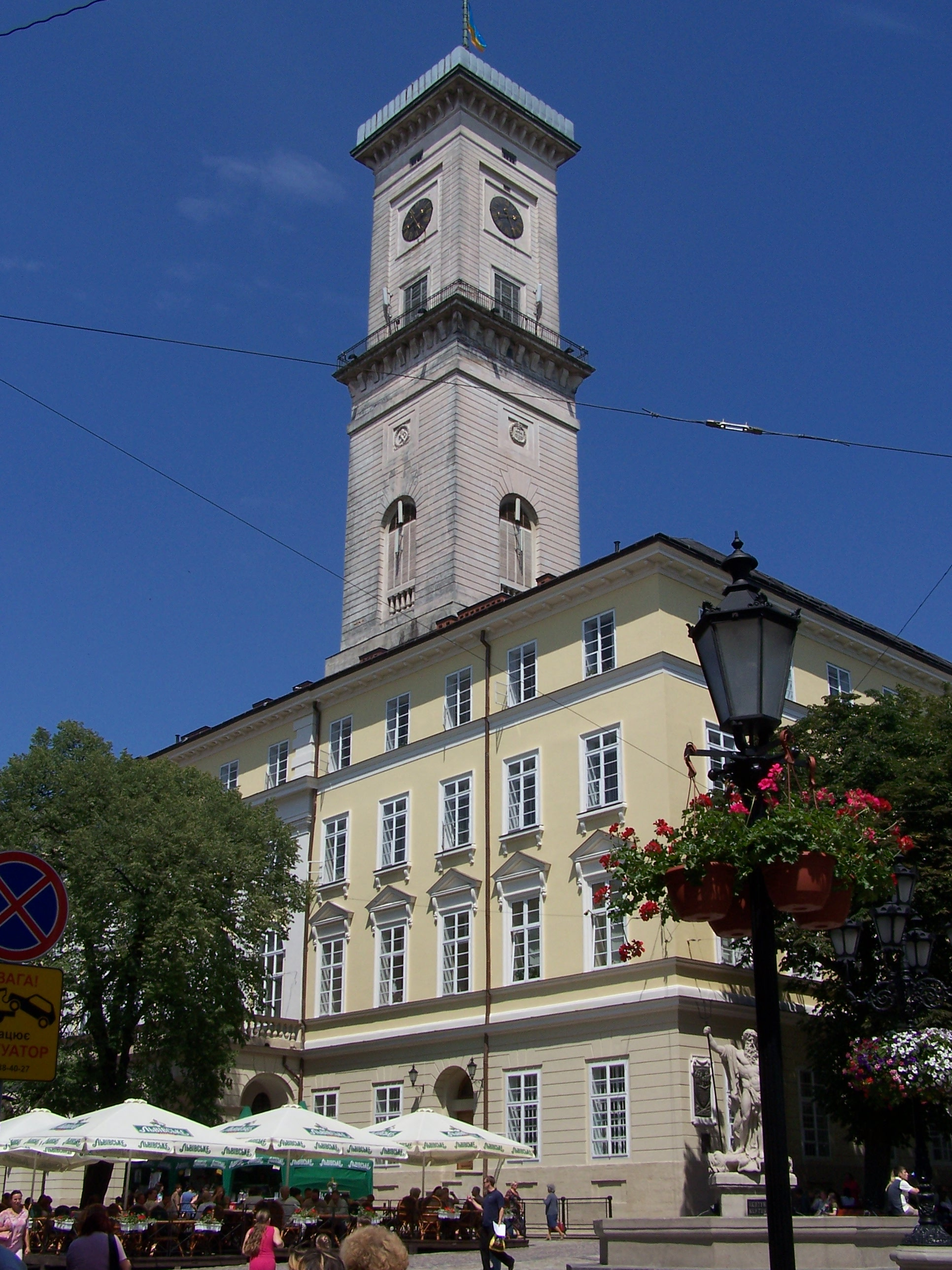
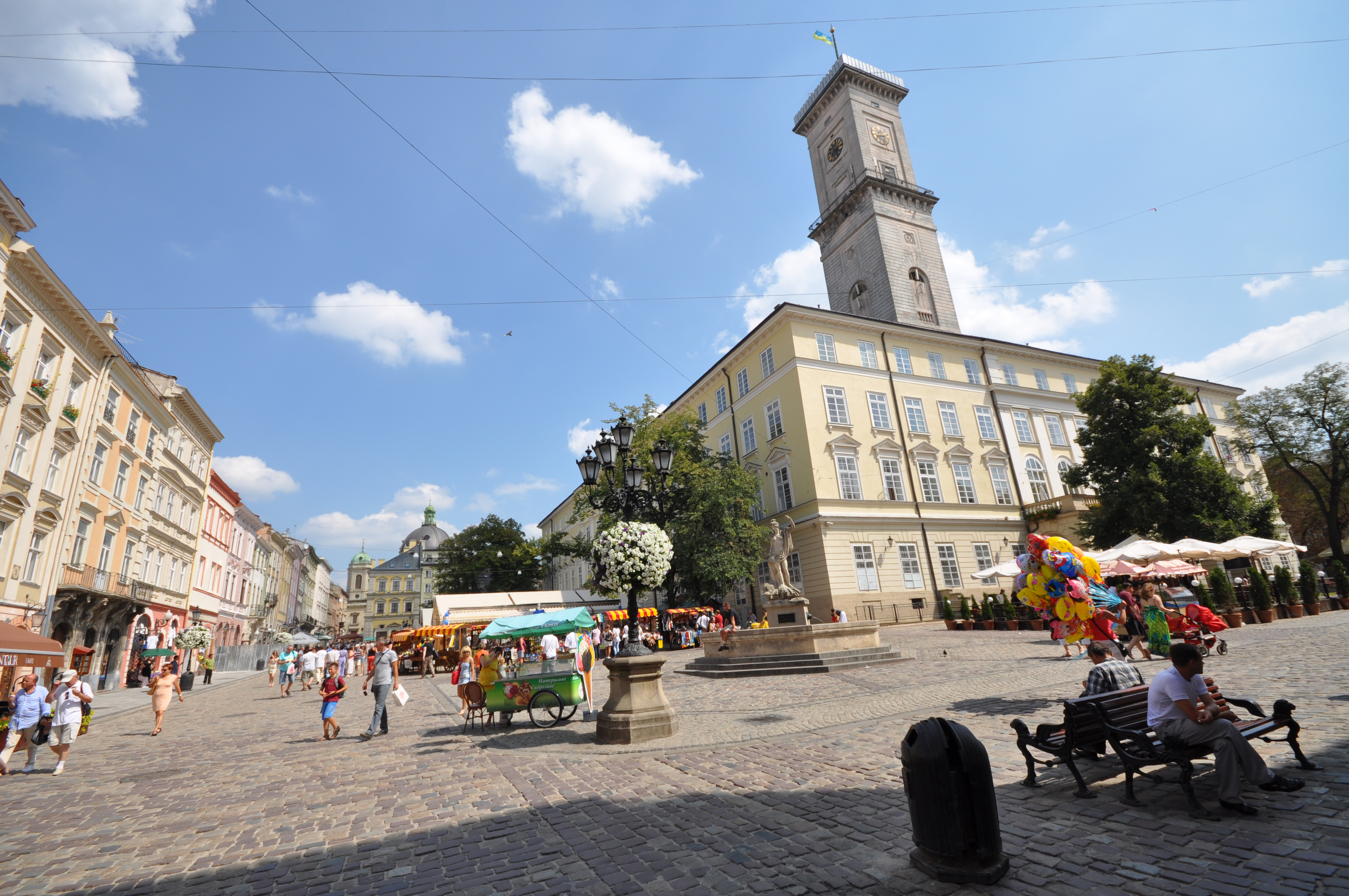